# وان دگ پلازا
وان دگ پلازا یک آسمان‌خراش واقع در ایالت نیویورک، ایالات متحده آمریکا می‌باشد. و ۱۹۷۲ به پایان رسید. مساحت زیربنای آن ۶۹٬۶۷۵ متر مربع (۷۴۹٬۹۸۰ فوت مربع)، تعداد طبقاتش ۴۹ است.